# アームド・フォーセス
『アームド・フォーセス』 (Armed Forces) は、1979年発表のエルヴィス・コステロ&ジ・アトラクションズのアルバム。

## 解説
エルヴィス・コステロにとって3枚目のアルバム。プロデューサーはニック・ロウ。ロンドンのエデンスタジオで録音された。
原題は「エモーショナル・ファシズム」だった。
英国版のオリジナルLPに入っていた「サンデーズ・ベスト - Sunday's Best」は、内容が英国的すぎるという理由で米国版LPからは外され、代わりにニック・ロウのシングルのB面としてリリースされていた「ピース、ラヴ・アンド・アンダースタンディング - (What's So Funny 'Bout) Peace, Love and Understanding?」が収録された。
初回版LPには"Live At Hollywood High"というタイトルの3曲入りライブEPが付属していた。Rhinoから2002年に再発された2枚組の本作には同じ音源から数曲が追加収録され、また2009年に単独のライブ作品『ライヴ・アット・ハリウッド・ハイ』にはさらに未発表のテイクを収録されて発売されている。
このアルバムからのシングルである「オリヴァーズ・アーミー - Oliver's Army」は40万枚売り上げ、全英チャートで2位にランクインした。
『ローリング・ストーン誌が選ぶオールタイム・ベストアルバム500』に於いて、475位にランクイン。

## 収録曲
1. アクシデンツ・ウィル・ハプン - Accidents Will Happen
2. シニア・サービス - Senior Service
3. オリヴァーズ・アーミー - Oliver's Army
4. ビッグ・ボーイズ - Big Boys
5. グリーン・シャツ - Green Shirt
6. パーティー・ガール - Party Girl
7. グーン・スクワード - Goon Squad
8. ビジー・ボディーズ - Busy Bodies
9. サンデーズ・ベスト - Sunday's Best（アメリカ版を除く）
10. ムーズ・フォー・モダンズ - Moods for Moderns
11. ケミストリー・クラス - Chemistry Class
12. トゥー・リトル・ヒットラーズ - Two Little Hitlers
13. ピース、ラヴ・アンド・アンダースタンディング - (What's So Funny 'Bout) Peace, Love and Understanding?（アメリカ版のみ）

以下、初回版ボーナスEP収録曲
1. アクシデント(ライヴ) - Accidents Will Happen (Live at Hollywood High)
2. アリスン(ライヴ) - Alison (Live at Hollywood High)
3. ウォッチング・ザ・ディテクティヴス(ライヴ) - Watching the Detectives (Live at Hollywood High)

### ボーナス・トラック (1993 Rykodisc)
1. ピース、ラヴ・アンド・アンダスタンディング - (What's So Funny 'Bout) Peace, Love and Understanding?
2. マイ・ファニー・ヴァレンタイン - My Funny Valentine (Richard Rodgers, Lorenz Hart)
3. タイニー・ステップス - Tiny Steps
4. クリーン・マネー - Clean Money
5. トーキング・イン・ザ・ダーク - Talking in the Dark
6. ウェンズデイ・ウィーク - Wednesday Week
7. アクシデンツ・ウィル・ハプン(ライヴ) - Accidents Will Happen (Live at Hollywood High)
8. アリソン(ライヴ) - Alison (Live at Hollywood High)
9. ウォッチング・ザ・ディテクティヴス(ライヴ) - Watching the Detectives (Live at Hollywood High)

### ボーナス・トラック (2002 Rhino)
1. ピース、ラヴ・アンド・アンダスタンディング - (What's So Funny 'Bout) Peace, Love and Understanding?
2. タイニー・ステップス - Tiny Steps
3. ビジー・ボディーズ(オルタネイト・ヴァージョン) - Busy Bodies (Alternate version)
4. トーキング・イン・ザ・ダーク - Talking in the Dark
5. ビッグ・ボーイズ(オルタネイト・ヴァージョン) - Big Boys (Alternate version)
6. クリーン・マネー - Clean Money
7. ウェンズデイ・ウィーク - Wednesday Week
8. マイ・ファニー・ヴァレンタイン - My Funny Valentine (Rodgers, Hart)
9. アクシデンツ・ウィル・ハプン(ライヴ) - Accidents Will Happen (Live at Hollywood High)
10. ミステリー・ダンス(ライヴ) - Mystery Dance (Live at Hollywood High)
11. グーン・スクワッド(ライヴ) - Goon Squad (Live at Hollywood High)
12. パーティー・ガール(ライヴ) - Party Girl (Live at Hollywood High)
13. ストレンジャー・イン・ザ・ハウス(ライヴ) - Stranger in the House (Live at Hollywood High)
14. アリソン(ライヴ) - Alison" (Live at Hollywood High)
15. リップスティック・ヴォーグ(ライヴ) - Lipstick Vogue (Live at Hollywood High)
16. ウォッチング・ザ・ディテクティヴス(ライヴ) - Watching the Detectives(Live at Hollywood High)
17. ユー・ビロング・トゥ・ミー(ライヴ) - You Belong to Me (Live at Hollywood High)
18. ケミストリー・クラス(ライヴ・ソロ) - Chemistry Class (Live solo)

## プレイヤー
- Elvis Costello - guitar, vocals
- Steve Nieve - keyboards
- Bruce Thomas - bass
- Pete Thomas - drums